# U.S. Gold
U.S. Gold Limited foi uma publicadora de jogos eletrônicos britânica sediada em Witton, Birmingham, Inglaterra. A empresa foi fundada em 1984 por Geoff Brown em paralelo com sua empresa de distribuição, CentreSoft, ambas as quais se tornaram parte da Woodward Brown Holdings (posteriormente renomeada CentreGold). O objetivo principal da empresa era a publicação de jogos importados dos Estados Unidos com um preço menor na Europa e principalmente no Reino Unido.
Em 1985, a U.S. Gold projetava um faturamento de US$ 6 milhões para seu primeiro ano fiscal, e espera-se o lançamento de mais 150 jogos no ano que viria. Em 1988, o U.S. Gold recebeu o Golden Joystick Award de "Software House of the Year". A empresa também operava a marca de linha de orçamento Kixx. Em abril de 1996, a Eidos Interactive adquiriu todo o conjunto da CentreGold (incluindo U.S. Gold) por GB£ 17,6 milhôes, como resultado, a U.S. Gold e a CentreSoft cessaram todas as operações.

## Jogos publicados
| Título                                              | Data de lançamento                                                                                        | Plataforma(s) |
| --------------------------------------------------- | --- | --- |
| Beach Head                                          | EU:1984                                                                                                   | C64, Amstrad CPC, ZX Spectrum, BBC                                                                               |
| Hurricanes                                          | AN:1994 (SNES), EU:1994 (SNES,GEN)                                                                        | Super NES, Mega Drive                                                                                            |
| Infiltrator                                         | EU:1986                                                                                                   | C64, Amstrad CPC, ZX Spectrum                                                                                    |
| Raid over Moscow                                    | EU:1984                                                                                                   | C64, Amstrad CPC, ZX Spectrum, BBC                                                                               |
| Ace of Aces                                         | 1986 | Amstrad CPC, Atari 8-bit, Atari 7800, Commodore 64, MSX, MS-DOS, Master System, ZX Spectrum                      |
| Beast Busters                                       | 1989 (Arcade), 1990 (Amiga, Atari ST)                                                                     | Arcade, Commodore Amiga, Atari ST                                                                                |
| Indiana Jones and the Last Crusade: The Action Game | 1989-1992                                                                                                 | Amiga, Amstrad CPC, Atari ST, C64, MS-DOS, Game Boy, Game Gear, MSX, Mega Drive, Master System, NES, ZX Spectrum |
| Shadow Dancer                                       | AN:1991, EU:1991 (ZX Spectrum & Amstrad CPC)                                                              | C64, Amiga, ZX Spectrum, Amstrad CPC, Atari ST                                                                   |
| Techno Cop                                          | AN:1988, AN:1989 (Amiga)                                                                                  | Apple II, Atari ST, MS-DOS, Amiga                                                                                |
| The Incredible Hulk                                 | AN: 1994 (SNES, GEN, MS), 1995 (GG), EU: 1994-1995                                                        | |
| Putty                                               | 1992 (Amiga), 1993 (SNES), 1994 (Amiga CD32)                                                              | Amiga, Super NES, Amiga CD32                                                                                     |
| Turbo Outrun                                        | EU (apenas na Europa): 1989 (Commodore 64, Amstrad CPC), desconhecido 1989-92 (Amiga), 1990 (ZX Spectrum) | Amiga, Commodore 64, ZX Spectrum, Amstrad CPC                                                                    |